# Трибутилфосфат
Трибутилфосфат — трибутиловый эфир фосфорной кислоты (С4Н9О)3Р=О, относится к органическим фосфатам.

## Физические и химические свойства
Трибутилфосфат — бесцветная жидкость, плохо растворима в воде (0,39 г/л при 19 °C), хорошо растворима в органических растворителях. Устойчива к гидролизу, к действию кислот, оснований, окислителей и восстановителей. В азотной кислоте медленно гидролизуется до ди- и монобутилфосфата. Начинает разлагаться выше 150°C, при 289°C кипит с разложением.

## Получение и применение
Трибутилфосфат получают взаимодействием бутанола с POCl3 в органическом растворителе в присутствии органического основания, например, пиридина или триэтиламина. К другим способам его синтеза относятся реакция POCl3 с бутилатами натрия и алюминия и окисление трибутилфосфита.
Трибутилфосфат применяют в аналитической химии, радиохимии для разделения элементов, близких по свойствам трансурановым элементам, при переработке ядерного горючего, в производстве различных пластмасс, при производстве фармакологических препаратов из плазмы крови человека и др.
{\displaystyle {\ce {3C4H9OH + POCl3 -> (C4H9O)3PO +3HCl}}}
Исследуя способы выделения урана методом экстракции с 1950 г., советский химик С.М. Карпачёва совместно со своим германским коллегой Максом Фольмером предложила использовать трибутилфосфат (ТБФ) для экстракции урана и плутония без добавок минеральных солей, из-за которых увеличивался объем отходов, а потом и применять синтин в качестве разбавителя. В 1955 году С. М. Карпачева с коллегами подготовили заявку на патент разработанной схемы применения ТБФ с синтином. Работы Карпачёвой положили начало внедрению ТБФ в советскую атомную промышленность.

## Безопасность
Трибутилфосфат раздражает кожу и слизистые оболочки. ПДК в воздухе 2,5 мг/м3.